# عقاید اقتصادی باستانی
در تاریخ اندیشه اقتصادی، اندیشه اقتصادی باستان به نظرات و تفکرات اقتصادی مردمان پیش از قرون وسطی اشاره دارد. در تحلیل مدرن، اقتصاد در عصر کلاسیک  به عنوان یک عامل اخلاق و سیاست تعریف می‌شود و هویت مستقلی ندارد، و در طول سده هجدهم میلادی به یک موضوع مطالعه مستقل تبدیل می‌شود.   

## شرق باستان نزدیک

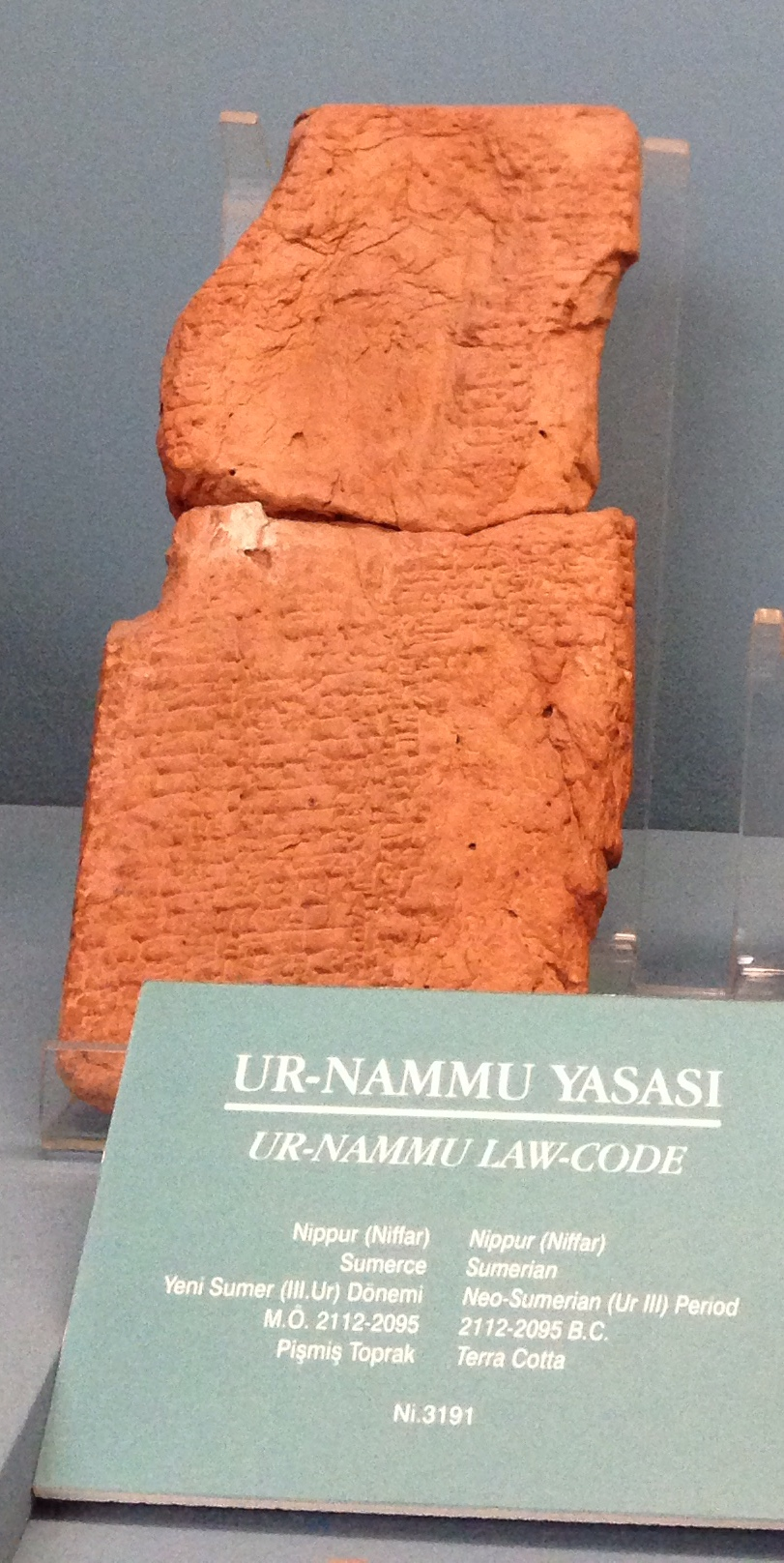
قانون اورنامو،۲۱۰۰-۲۰۵۰ پیش از میلاد

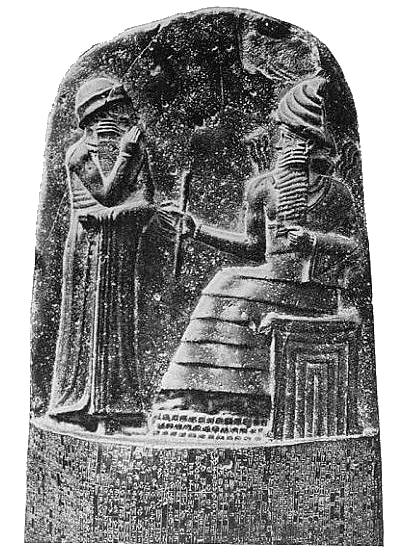
قسمت فوقانی ستون قوانین حمورابی.

سازمان اقتصادی در تمدن‌های نخستین هلال حاصلخیز توسط  کشت‌وکار بهینه و برداشت حداکثری محصول از حوضه‌های رودخانه هدایت می‌شد. دره های فرات و نیل خاستگاهی برای اولین نمونه از اندازه‌گیری‌های مدون که در دستگاه اعداد پایه ۶۰ و کسر مصری نوشته شده‌است، بود.
نگهبانان انبارهای غرفه‌های سلطنتی، و مالکان غایب مصری در پاپیرای هقاناخت گزارش دادند. مورخان این دوره متذکر می‌شوند که ابزار اصلی حسابداری جوامع کشاورزی، مقیاسی که برای اندازه‌گیری موجودی غلات استفاده می‌شود، معنای نمادین مذهبی و اخلاقی دوگانه را منعکس می‌کند. 
لوح‌های ارلنمایر تصویری از تولیدات سومری در دره فرات را در حدود  ۲۲۰۰-۲۱۰۰ سال قبل از میلاد ارائه می‌دهد، و درکی از رابطه بین غلات و ورودی نیروی کار (برآورد شده براساس روزهای کاری زنان)، خروجی و تأکید بر کارایی را نشان می‌دهد. مصریان میزان بازده تولید را در براساس روزهای کاری مردان اندازه‌گیری کردند. توسعه سیاست‌های اقتصادی پیشرفته در دره‌های فرات و نیل در زمان امپراتوری‌های بابل و مصر هنگامی که واحدهای تجاری از طریق شرق نزدیک در سیستم‌های پولی گسترش یافتند، ادامه یافت. کسر مصری و سیستم شمارش۶۰تایی واحدهای پولی در استفاده و تنوع به فرهنگ‌های یونانی، فرهنگ و فرهنگ های قرون وسطایی توسعه یافتند. در سال ۱۲۰۲، استفاده از اعداد صفر و ودایی-اسلامی توسط فیبوناچی، اروپایی‌ها برای به کار بردن صفر به عنوان نما برانگیخت و پایه پیدایش سیستم اعشاری مدرن در ۳۵۰ سال بعد شد.
دولت‌شهرهای سومر تجارت و بازار اقتصادی را اساسا مبتنی بر پول کالایی شکل که معیار وزنی مشخصی برای اندازه‌گیری جو، توسعه دادند، در حالی که بابلیان و دولت‌شهرهای همسایه‌شان بعدها نخستین سیستم اقتصادی را با استفاده از معیار کالاهای مختلف که در یک اساس‌نامه قانونی ثابت شده بود، توسعه دادند.   نخستین قوانین سومری را می‌توان اولین فرمول اقتصادی مکتبوب دانست و دارای ویژگی‌های بسیاری است که امروزه همچنان در سیستم قیمت فعلی مورد استفاده قرار می‌گیرد: مبالغ مدون پول برای معاملات تجاری (نرخ بهره)، جریمه پول به دلیل «عمل ناشایست»، قوانین ارث، قوانین مربوط به نحوه وضع مالیات یا تقسیم اموال خصوصی، و غیره.  برای خلاصه‌ای از قوانین، به قانون بابل مراجعه کنید.
مجموعه‌های قبلی قوانین مکتوب، درست پیش از حمورابی، که همچنین می‌تواند به عنوان قوانین و مقرراتی در مورد قانون اقتصادی برای شهرهای آنها در نظر گرفته شود، شامل قانون اورنامو، پادشاه اور (حدود ۲۰۵۰ قبل از میلاد)، قوانین اشنونا (حدود ۱۹۳۰ قبل از میلاد)  و مجموعه قوانین لیپیت-ایشتار در ایسین (حدود ۱۸۷۰ قبل از میلاد).

## جهان یونان و روم باستان
{{سخ}} برخی از محققان ادعا می‌کنند که اندیشه اقتصادی شبیه به فهم مدرن در قرن ۱۸ یا روشنگری است، زیرا تفکر اولیه اقتصادی مبتنی بر اصول متافیزیکی است که با تئوری‌های اقتصادی غالب معاصر مانند اقتصاد نئو کلاسیک مغایر است.
چندین متفکر یونان و روم باستان مشاهدات اقتصادی مختلفی را انجام دادند، خصوصاً ارسطو و گزنفون. بسیاری از نوشته‌های یونان درک مفاهیم اقتصادی پیچیده را نشان می‌دهد. به عنوان مثال، شکلی از قانون گرشام در قورباغه های آریستوفان ارائه شده‌است، و فراتر از کاربرد افلاطون از پیشرفت‌های ریاضی پیچیده تحت تأثیر فیثاغورس، قدردانی او از پول فیات در قوانین وی (742a-b) و در گفتگوی شبه افلاطونی است. اریکسیا برایسون از هراکلا یک نئوپلاطونی بود که گفته می‌شود به شدت تحت تأثیر دانش اقتصادی اولیه مسلمانان تأثیر داشته‌است.
در فرهنگ پیش از کلاسیک و کلاسیک، اسب و گاو اندازه‌گیری ثروت محسوب می‌شدند.

### هسیود
به عقیده دانشکده اقتصاد اتریش، به نظر می‌آید نخستین اقتصاددان هسیود است، با توجه به این که او دربارهٔ موضوع اساسی کمبود منابع، آثار و روزها را نوشت. سهم وی در تفکر اقتصادی حداقل در ارتباط او با عمل فعالیت اقتصادی در واریز و وام دادن غلات است، زیرا نوشته‌های وی "... منبع اصلی برای جزئیات بیشتر در مورد کشاورزی یونان …" و آن با توجه به لودون (۱۸۲۵) او "... راهنمایی‌هایی را برای کل تجارت اقتصاد خانواده در کشور" ارائه کرد.

### زنوفون

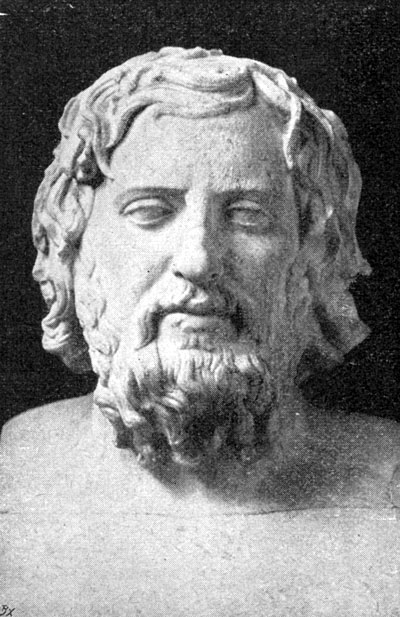
گزنفون، مورخ یونانی

تأثیر تفکر بابلی و فارسی بر اقتصاد اداری یونان در کار مورخ یونانی Xenophon وجود دارد. بحث در مورد اصول اقتصادی به ویژه در اکونومیکوس، کوروش‌نامه , Hiero و Ways و Medies وی وجود دارد. Hiero یک کار جزئی است که شامل بحث در مورد رهبران تحریک تولید و فن آوری خصوصی از راه‌های مختلفی از جمله شناخت عمومی و جوایز است. راه‌ها و معنی‌ها، رساله کوتاهی در مورد توسعه اقتصادی است و درک از اهمیت استفاده از اقتصادهای مقیاس را نشان می‌دهد و از قوانین حمایت از بازرگانان خارجی حمایت می‌کند. Oeconomicus در مورد اداره زمین‌های کشاورزی بحث می‌کند. در کار، ارزش شخصی ذهنی کالاها با ارزش ارز مقایسه و تحلیل می شود. گزنفون به عنوان مثال از اسب استفاده می‌کند، که ممکن است برای شخصی که نمی‌داند چگونه از پس آن برآید، فایده ای ندارد، اما هنوز هم ارزش مبادله ای دارد.
اگرچه این ایده ارزش مبتنی بر استفاده فردی را به مفهوم اجتماعی عمومی تری از ارزش که از طریق ارز مبادله می‌شود، گسترش می‌دهد، اما محققان خاطرنشان می‌کنند که این یک تئوری ارزش بازار نیست. در Cyropaedia Xenophon آنچه را که در آینده دیده می‌شود می‌تواند پایه و اساس تئوری مبادله عادلانه در بازار تلقی شود. در یک حکایت، کوروش جوان باید دربارهٔ عادلانه بودن مبادله ای که بین یک پسر قد بلند و یک پسر کوتاه وجود دارد، قضاوت کنیم. پسر بلند قد این جفت را مجبور به مبادله ترفند می‌کند، زیرا ترسناک پسر قد بلند خیلی کوتاه، کوتاه‌تر از پسرهای کوتاه است که برای او خیلی بلند است. کوروش از نمایشگاه صرافی‌ها حکم می‌کند زیرا باعث مناسب تر شدن هر دو پسر می‌شود. مربیان کوروش از تصمیم کوروش مبنی بر تصمیم خود درمورد ارزشهای درگیر خوشحال نبودند، زیرا مبادله عادلانه باید داوطلبانه باشد.
بعداً در زندگینامه، زنوفون در مورد مفهوم تقسیم کار، مراجعه به آشپزها و کارگران متخصص در یک فروشگاه کفش فروشی بحث می‌کند. محققان خاطرنشان کردند که یادداشتهای اولیه آدام اسمیت در مورد این مفهوم "مانند یک paraphrase از بحث Xenophon در مورد نقش نجار به عنوان" جک همه تجارت "در شهرهای کوچک و به عنوان یک متخصص در شهرهای بزرگ خوانده می‌شود. مارکس نسبت به کوروش‌شناسی این ایده که تقسیم کار در ارتباط به اندازه یک بازار گزنفون همچنین نمونه ای از مزیت متقابل ارز را در داستانی در مورد کوروش که مبادله مازاد مزارع مزارع ارمنی‌ها که گله دار بودند، ارائه داد و زمین چرای مازاد از کالدانیان، که کشاورز بودند.

### افلاطون
از میان آثار افلاطون کسانی که مهمترین آنها برای مطالعه اقتصاد نامیده می شوند عبارتند از: نوموی، پولیتیا و پولیتیکوس (Backhaus). در کار خود قوانین افلاطون می‌نویسد بر روی سه چیز به عنوان مهم به یک شخص از این ذهن او به عنوان مهم‌ترین، سپس بدن و در نهایت املاک و (Χρήματα) بیان شده‌است. در Phaedo، افلاطون اولین تمایز بین چیزهایی را که لازم تصور می‌شود و آنهایی که فکر می‌شود یک لوکس (Bonar) است، انجام می‌دهد.

### ارسطو

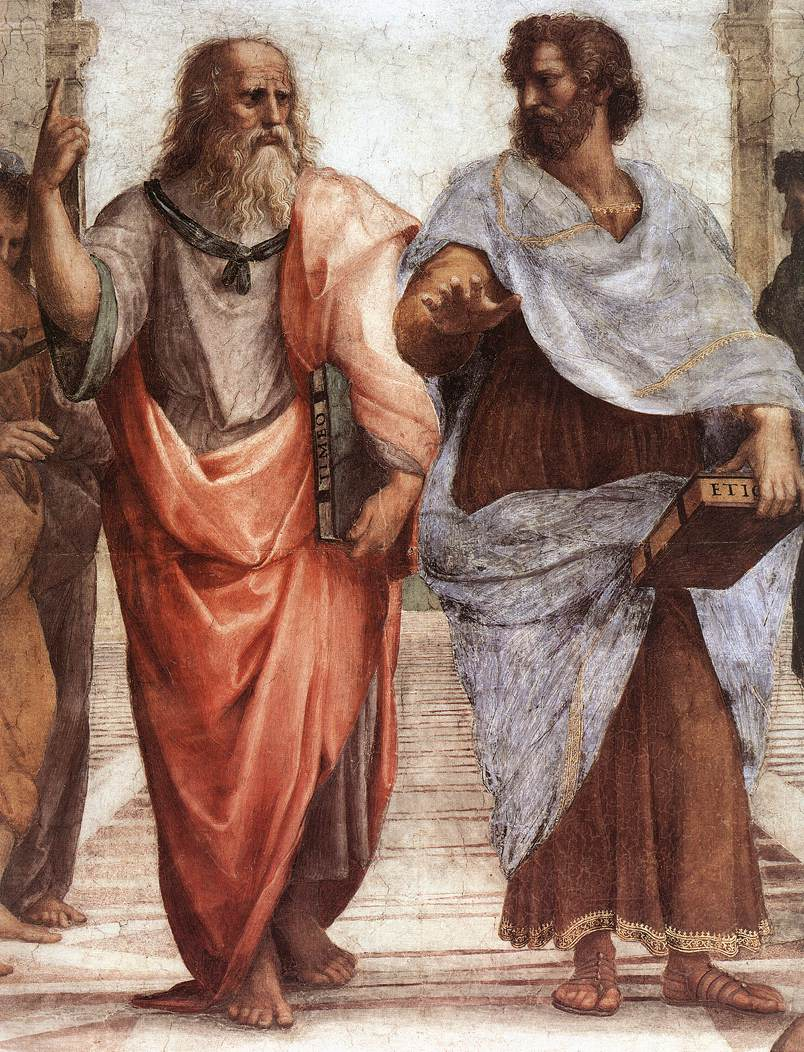
افلاطون (سمت چپ) و ارسطو (سمت راست)، جزئیاتی از دانشکده آتن، نقاشی اثر رافائل. ارسطو نسخه ای از اخلاق نیکوماشی خود را در دست دارد.

سیاست ارسطو (حدود ۳۵۰ سال قبل از میلاد مسیح) عمدتاً به تجزیه و تحلیل اشکال مختلف دولت (سلطنت، اشرافی ،دولت مشروطه ،استبداد ،الیگارشی ،دموکراسی) به عنوان یک انتقاد از دفاع افلاطون از طبقه حاکم فیلسوف-پادشاهان پرداخت. به ویژه برای اقتصاددانان، افلاطون طرح جامعه را بر اساس مالکیت مشترک منابع ترسیم کرده بود. ارسطو از این مدل به عنوان یک تشریح الیگارشی استفاده می‌کرد. در سیاست، کتاب دوم، قسمت پنجم، او استدلال کرد که:
"ملک باید به معنای خاصی مشترک باشد، اما، به عنوان یک قاعده کلی، خصوصی؛ زیرا، وقتی همه علاقه متفاوت و متمایزی دارند، مردها از یکدیگر شکایت نمی‌کنند و پیشرفت بیشتری می‌کنند، زیرا همه به کار خود مشغول می‌شوند.. و علاوه بر این، بزرگترین لذت در انجام یک مهربانی یا خدمت به دوستان یا میهمانان یا همراهان است که تنها در صورت داشتن یک مالکیت شخصی، می‌توان از این مزایا استفاده کرد. "
اختصاص منابع کمیاب یک مسئله اخلاقی برای ارسطو بود. او همچنین در سیاست (کتاب اول) نوشت که مصرف هدف تولید بوده و مازاد آن باید به پرورش فرزندان اختصاص یابد و اشباع شخصی باید حد طبیعی مصرف باشد. (از نظر ارسطو، این سؤال یک جنبه اخلاقی داشت: در دوران او مرگ و میر کودکان زیاد بود) در معاملات، ارسطو از برچسب‌های «طبیعی» و «غیرطبیعی» استفاده می‌کرد. معاملات طبیعی به ارضای نیازها مربوط می‌شد و ثروتی را به همراه داشت که از نظر کمکی با هدف ارائه شده محدود می‌شد. معاملات غیرطبیعی با هدف سود پولی و ثروتی که آنها به دست آوردند به‌طور بالقوه بدون محدودیت بود. وی توضیح داد که ثروت غیرطبیعی محدودیتی ندارد زیرا به خودی خود به یک وسیله برای رسیدن به هدف دیگر تبدیل می‌شود - ارضای نیازها. این تمایز پایه و اساس رد اخلاقی ارسطو از ربا است.

## چین باستان
فن لی (بعدها تائو ژو گونگ) (۵۱۷ پیش از میلاد -) تاجر، سیاستمدار و استراتژیست چینی، در مورد مسائل اقتصادی نوشت. او قوانین «طلایی» را برای انجام تجارت تدوین کرد. علاوه بر این، وی دربارهٔ اثرات فصلی در بازارها و استراتژی تجارت از جمله موارد دیگر بحث و تبادل نظر کرد. 

### کنفوسیوس و قانونگرایی
در چین باستان، مسئولان محقق چینی غالباً دربارهٔ نقش دولت در اقتصاد از جمله تعیین انحصار در صنایع سودآور و ایجاد کنترل قیمت‌ها بحث می‌کنند. جناح‌های کنفوسیوس تمایل داشتند که با کنترل گسترده دولت مخالفت کنند، در حالی که «اصلاحات» یا جناح‌های قانونگرا طرفدار مداخله بودند. دلیل کنفوسیوس برای مخالفت با مداخله دولت این بود که دولت نباید «برای سود با مردم رقابت کند» زیرا تمایل به سوءاستفاده از مردم هر زمان که درگیر فعالیت تجاری باشد.
یکی از این بحثها در گفتگوهای نمک و آهن ثبت شده‌است، بحثی در مورد انحصار نمک و آهن که توسط امپراتور وو هان برای تأمین اعتبار جنگها و گسترش طلبی علیه Xiongnu تحمیل شده‌است.
هرچند که منفی کنگره کنگره در طول تاریخ چین عمدتاً مسلط بود، اما سیاستهای قانون گرا اغلب در زمان جنگ یا با حمایت حاکمان، از قبیل تحت شین شی هوانگ، سانگ هونگ یانگ، وانگ مانگ و وانگ آنشی برجسته می‌شدند، هرچند که مدت کوتاهی پس از آن لغو شدند.

### وانگ آنشی
صدراعظم وانگ آنشی (۱۰۲۱–۱۰۸۶)، یکی از برجسته‌ترین اصلاح طلبان چین، در دوره سلسله سونگ قرون وسطایی (۹۶۰–۱۲۷۹) زندگی می‌کرد. جناح سیاسی وانگ آنشی از گروه سیاستهای جدید با ابراز واکنش داغ وزرای محافظه کار در دادگاه، مجموعه ای از اصلاحات را دربر گرفت که محور اصلاحات نظامی، اصلاحات بوروکراتیک و اصلاحات اقتصادی بود. اصلاحات اقتصادی معرفی شده شامل وام‌های کم هزینه برای کشاورزان (که او ستون فقرات اقتصاد چین را از نظر تولید کالاها و بزرگترین منبع مالیات اراضی می‌دانست)، جایگزین کردن سرویس کار کرت با یک مالیات به جای آن، انحصار دولت را بر اساس تصمیم بسیار مهم اعمال کرد. صنایع تولید چای، نمک و شراب، معرفی یک شبه نظامی محلی برای کاهش هزینه‌های بودجه برای ارتش رسمی ۱ میلیون سرباز، و ایجاد کمیسیون برنامه‌ریزی امور مالی که عمدتاً توسط وفاداران سیاسی کار می‌شود تا اصلاحات وی به سرعت طی شود. وقت کمتری برای محافظه کاران برای مخالفت با آن در دادگاه. اصلاح طلبان و محافظه کاران هنگامی که از امپراتور حمایت می‌کردند، یکدیگر را از قدرت دور می‌کردند.

## جهان اسلام قرون وسطایی

### متفکران اولیه مسلمان
الغزالی (۱۱۱۱–۵۸) اقتصاد را به عنوان یکی از علوم مرتبط با دین به همراه متافیزیک، اخلاق و روانشناسی طبقه‌بندی کرد. با این وجود نویسندگان خاطرنشان کردند که این ارتباط باعث نشده‌است که اندیشه اقتصادی اولیه مسلمانان ثابت بماند. نصیر الدین طوسی، فیلسوف فارسی، تعریف اولیه ای از اقتصاد (آنچه او را حکمت مدنی، علم زندگی شهر می‌نامد) در گفتمان سه اصول اخلاقی خود ارائه می‌دهد:
بسیاری از محققان تاریخ اندیشه اقتصادی را در جهان اسلام ردیابی می‌کنند، که از قرن هشتم تا سیزدهم میلادی در عصر طلایی بود و فلسفه آنها به کار متفکران یونان و هلنیستی ادامه می‌داد و هنگامی که اروپا «کشف مجدد» فلسفه یونان را انجام داد، تحت تأثیر آکویناس قرار گرفت. ترجمه عربی. موضوع مشترک در بین این دانشمندان ستایش فعالیت‌های اقتصادی و حتی انباشت ثروت توسط خود علاقه‌مند بود. فیلسوف ایرانی ابن میساویه (متولد ۱۰۳۰) خاطرنشان می‌کند:
این دیدگاه در تعارض با ایده ای است که جوزف شومپیتر به نام شکاف بزرگ (شومپیتر) که از کتاب او در سال ۱۹۵۴ به نام تاریخچه تحلیل اقتصادی نشات می‌گیرد، ادعا می‌کند که در دوره ۵۰۰ ساله بین افول تمدن یونان و روم شکاف در تفکر اقتصادی است. در قرن هشتم و اثر قرن سیزدهم توماس آکویناس (1225 - 1225). اما در سال ۱۹۶۴ «اندیشه اقتصادی اسلام: ابن خلدون» به کارگردانی جوزف جی اسپنگلر در مجله مطالعات تطبیقی در جامعه و تاریخ ظاهر شد و گام بزرگی درآوردن دانش دانشمندان اقتصاد قرون وسطایی مسلمانان به غرب معاصر برداشت.
تأثیر اندیشه یونانی و هلنی پیشین بر جهان اسلام عمدتاً با خلیفه عباسی مأمون آغاز شد، که حامی ترجمه متون یونانی به عربی در قرن ۹ توسط مسیحیان سوری در بغداد بود. اما قبلاً در آن زمان دانشمندان بسیاری از مسلمانان درمورد موضوعات اقتصادی نوشته بودند، و رهبران اولیه مسلمان تلاشهای پیچیده‌ای را برای اجرای تأمین مالی و مالی، استفاده از بودجه کسری، استفاده از مالیات برای تشویق تولید، استفاده از ابزارهای اعتباری برای بانکی، از جمله پس‌اندازهای احتمالی نشان داده بودند. و بررسی حسابها و قانون قرارداد
از نخستین متفکران اقتصادی مسلمان، ابو یوسف (۷۳۱–۷۹۸)، دانش آموز بنیانگذار مکتب عقیدتی اهل سنت حنفی، ابوحنیفه بود. ابو یوسف دادرس ارشد برای خلیفه عباسی، هارون الرشید بود، که برای او کتاب مالیات (کتب الخراج) را نوشت. این کتاب ایده‌های ابو یوسف را در مورد مالیات، تأمین مالی عمومی و تولید محصولات کشاورزی بیان کرده‌است. وی درمورد مالیات متناسب بر تولید به جای مالیات ثابت بر دارایی، برتر بودن را به عنوان انگیزه ای برای ورود بیشتر زمین به زراعت مورد بحث قرار داد. وی همچنین از بخشش سیاست‌های مالیاتی که به نفع تولیدکننده و یک اداره متمرکز مالیات برای کاهش فساد است، طرفداری کرد. ابو یوسف طرفدار استفاده از درآمدهای مالیاتی برای زیرساختهای اقتصادی اقتصادی بود و شامل بحث در مورد انواع مختلف مالیات از جمله مالیات فروش، مالیات بر مرگ و تعرفه واردات بود.

### ابن خلدون

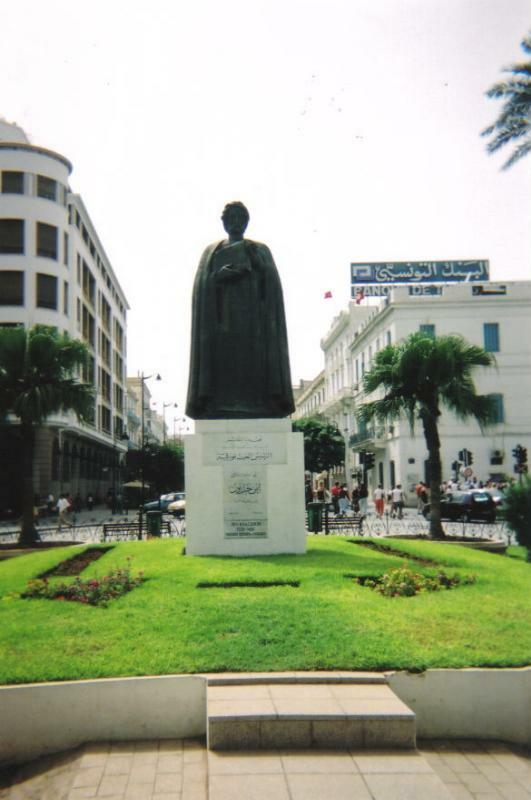
مجسمه ابن خلدون در تونس

شاید مشهورترین محقق اسلامی که در مورد اقتصاد نوشت، ابن خلدون از تونس بود (۱۹۶۳–۱۳۳۲)، او را پدر اقتصاد مدرن می‌دانست، ابن خلدون در مقدمه در مورد تئوری اقتصادی و سیاسی نوشت، یا مقددیمه (پرولگومنا)، از تاریخ او در جهان (کیتاب الیبار). در کتاب، دربارهٔ آنچه که او نامیده‌است (asabiyyah) (انسجام اجتماعی)، که او به عنوان علت بزرگتر شدن تمدنها و برخی دیگر نه، بحث کرده‌است. ابن خلدون احساس کرد که بسیاری از نیروهای اجتماعی چرخه ای هستند، گرچه می‌تواند چرخش‌های ناگهانی ناگهانی به وجود آورد که این الگو را می‌شکند.
ایده او در مورد مزایای تقسیم کار نیز به Asabiyya مربوط می‌شود، هرچه انسجام اجتماعی بیشتر باشد، تقسیم موفقیت‌آمیز پیچیده‌تر است، رشد اقتصادی بیشتر می‌شود. وی خاطرنشان کرد: رشد و توسعه، هم عرضه و هم تقاضا را تحریک می‌کند و نیروهای عرضه و تقاضا همان چیزی هستند که قیمت کالاها را تعیین می‌کند. وی همچنین خاطرنشان کرد: نیروهای کلان از رشد جمعیت، توسعه سرمایه انسانی و تأثیرات تحولات تکنولوژیکی بر توسعه است. در حقیقت، ابن خلدون فکر می‌کرد که رشد جمعیت به‌طور مستقیم تابعی از ثروت است.

## کتابشناسی - فهرست کتب
- Boesche, Roger (2002), The First Great Political Realist: Kautilya and His Arthashastra, Lanham: Lexington Books, ISBN 0-7391-0401-20-7391-0401-2
- 0-618-13384-4Falagas, Matthew E.; Zarkadoulia, Effie A.; Samonis, George (2006). "Arab science in the golden age (750–1258 C.E.) and today". The FASEB Journal. 20 (10): 1581–1586. doi:10.1096/fj.06-0803ufm. PMID 16873881.
- Finley, MI اقتصاد باستانشابک ‎۰-۵۲۰-۰۲۴۳۶-۲
- Finley, M. I. (1970). "Aristotle and economic analysis". Past & Present. 47 (1): 3–25. doi:10.1093/past/47.1.3.
- 0-631-22573-0تفضلی، فریدون (1393)، تاریخ عقاید اقتصادی از افلاطون تا دوره معاصر (از 600 قبل از میلاد تا 2000میلادی)، تهران: نشر نی، چ 15.
- 0-631-22573-0 متن کامل "اقتصاد باستان و قرون وسطی" در پیش نمایش Google Books موجود است.

- Olivelle, Patrick (2013), King, Governance, and Law in Ancient India: Kauṭilya's Arthaśāstra, Oxford UK: Oxford University Press, ISBN 978-0-19-989182-5, retrieved 2016-02-20

- Spengler, J. Joseph (1964). "Economic thought of Islam: Ibn Khaldun". Comparative Studies in Society and History. Cambridge University Press. 6 (3): 264–306. doi:10.1017/s0010417500002164. JSTOR 177577.

- Weiss, Dieter (1995). "Ibn Khaldun on Economic Transformation". International Journal of Middle East Studies. Cambridge University Press. 27 (1): 29–37. doi:10.1017/S0020743800061560. JSTOR 176185.